# Souleymane Doucouré
Souleymane Doucouré (...) è un militare e politico maliano, durante il colpo di Stato in Mali del 2021 è stato arrestato dai golpisti; ministro della difesa maliana nell'agosto del 2020.